# Coccophagus pulchellus
Coccophagus pulchellus is een vliesvleugelig insect uit de familie Aphelinidae. De wetenschappelijke naam is voor het eerst geldig gepubliceerd in 1833 door Westwood.